# 衝出寧靜號
《衝出寧靜號》（英語：Serenity）是一部2005年上映的美國科幻（太空西部／史詩）電影，由喬斯·溫登（Joss Hill Whedon）自編自導。這部電影的時空背景來自一部被福斯廣播公司中途腰斬的科幻電視劇《螢火蟲》（Firefly）。美國影迷通常都稱這部電影為「大電影」（Big Damn Movie，簡稱BDM），語出《螢火蟲》其中一集的台詞，Mal和Zoe救出醫生兄妹檔後，曾自稱是「大英雄」。《衝出寧靜號》在業界算是稀有例子，被中途取消的電視劇很少有機會能再躍上大銀幕。

## 劇情概要
本片劇情大約發生在電視劇《螢火蟲》最後一集的兩個月後。《衝出寧靜號》講述五百年後的未來，一群駕駛太空運輸船的艦長和船員的冒險故事。艦長和大副參與過「聯合戰爭」（Unification War），後來戰敗。他們讓一位具超自然能力，懷有危險機密的乘客上船後，從此逍遙自在、小罪小過的生活就煙消雲散。

## 票房與獲獎
這部電影由環球影業發行，2005年9月30日在北美地區上映後，叫好叫座，首週票房達到1010萬美元，連續兩週高居排行榜前十名，美國國內票房總收入達2550萬美元，國外票房總收入達1330萬美元。
此片並且獲得英國評論多項年度最佳大獎，以及美國遊戲媒體IGN電影獎中的最佳科幻、最佳劇情和最佳預告，並且勇奪最佳電影獎，還有2005年星雲獎（Nebula Award）最佳劇本，爛番茄網站2005年第7屆「用戶番茄獎」最佳科幻電影，加拿大太空獎（Spacey Award）2006年觀眾票選為最愛電影，雨果獎（Hugo Award）2006年最佳長篇戲劇表演和2006年普羅米修士特別獎（Prometheus Special Award）。

## 角色介紹
- Malcolm "Mal" Reynolds：由納森·菲利安（Nathan Fillion）飾演，「寧靜號」艦長，退役軍人，「聯合戰爭」中以戰敗的獨立派身份參戰，向「星際聯盟」力爭自由與獨立。這個角色在2004年美國《電視周刊》（TV Guide）「科幻劇25大傳奇人物」中名列第18名[8]。
- Zoe Alleyne Washburne：由吉娜·托利斯（Gina Torres）飾演，「寧靜號」的二把手，Mal在「聯合戰爭」中的忠誠戰友，Wash的妻子。
- Hoban "Wash" Washburne：由亞倫·塔迪克（Alan Tudyk）飾演，「寧靜號」主駕駛，Zoe的丈夫，在船上通常扮演理性思考的角色。
- Jayne Cobb：由亞當·鮑德溫（Adam Baldwin）飾演，僱傭兵，武器高手，工作中的「主要槍手」，值得信賴的戰鬥幫手[9]，生活上的笨蛋，太空中的能人[10]，溫登好幾次說，他是那種老問一些蠢問題的人[11]。
- Kaywinnit Lee "Kaylee" Frye：由珠兒·史戴特（Jewel Staite）飾演，太空船技師，對機械設備有一種直覺性的天賦，有點像機械女巫，無憂無慮，開朗樂觀的少女。
- Simon Tam：由西恩·馬爾（Sean Maher）飾演，River感情深厚的哥哥，將她從「星際聯盟」救出後亡命天涯，後來被「寧靜號」乘員接受。他過去是名創傷外科醫生，生命中最明確的事情就是照顧他的妹妹[10]。
- River Tam：由薩摩·格拉（Summer Glau）飾演，17歲的天才神童，被哥哥從「星際聯盟學院」救出後為「寧靜號」乘員所接受，「星際聯盟」的追緝是電影主線，溫登說電影是「藉River之口訴說Mal的故事」。
- Inara Serra：由莫蓮娜·芭卡琳（Morena Baccarin）飾演，陪伴女郎（Companion）──26世紀介於妓女和藝妓間的職業，過去曾租用過「寧靜號」船艙，聯盟探員用她設下陷阱，Mal親入虎穴救Inara出來，雙雙返回「寧靜號」。
- Derrial Book：由朗·葛萊斯（Ron Glass）飾演，牧師，身懷一段神秘的過去，曾是「寧靜號」的乘員，現居海芬星（Haven），後來Mal一行人去找他請求指引。
- 聯盟探員（The Operative）：由奇維托·艾吉佛（Chiwetel Ejiofor）飾演，殘忍無情，才智過人的「星際聯盟」雇員，任務是追緝River和Simon。在這個角色的合適人選名單中，艾吉佛一直名列前茅，但是製作公司希望能找到個更有知名度的人，最後是溫登決定錄用艾吉佛[12]。
- 宇宙萬事通（Mr. Universe），由大衛·科倫霍茲（David Krumholtz）飾演，科技怪才，與「寧靜號」一行人關係良好，尤其是Wash。他和老婆「愛情機器人」住在一起，監聽宇宙間的大小訊息。

## 外部連結
- 互联网电影数据库（IMDb）上《衝出寧靜號》的资料（英文）
- 《螢火蟲》維基網 （页面存档备份，存于）
- 劇中中文研究 （页面存档备份，存于）